# 十勝清水インターチェンジ
十勝清水インターチェンジ（とかちしみずインターチェンジ）は、北海道上川郡清水町字清水にある道東自動車道のインターチェンジ。
上川郡新得町および札幌方面から河東郡鹿追町の最寄ICである。

## 歴史
- 1995年（平成7年）10月30日：道東自動車道初の供用区間として、十勝清水IC - 池田IC間が開通[1]。開通当初は途中区間が分断されていた都合上、十勝清水ICに仮E200.0 kmのキロポストが設置され、以東は仮キロポストを基点に表示されていた。その後、工事の進捗により夕張ICからのキロ数が確定し、E123.7KPとなった。
- 2007年（平成19年）10月21日：トマムIC - 十勝清水IC間が開通[2]。トマムICに料金所が設置されていなかったため、本線上に十勝清水本線料金所を設置[2]。
- 2009年（平成21年）
  - 10月19日：占冠IC - トマムIC間が開通しトマムICに料金所が設置されたことに伴い、十勝清水本線料金所を廃止[3]。
  - 10月22日：料金所でETCレーンの運用開始[4]。

## 周辺
- 清水町役場
- JR北海道根室本線 十勝清水駅
- 日本甜菜製糖清水バイオ工場、清水紙筒工場
- 北海道クラシックゴルフクラブ帯広
- 日勝峠清水ドライブイン 十勝亭

## 接続する道路
- 直接接続
  - 国道274号
    - 日勝峠
- 間接接続
  - 国道38号
  - 北海道道55号清水大樹線

## 料金所
- ブース数：4

入口
- ブース数：2
  - ETC専用：1
  - 一般：1

出口
- ブース数：2
  - ETC専用：1
  - 一般：1

## その他
料金制度上、当ICではいったん流出して再流入しても通し利用と料金が変わらない。当ICを含む道東道は由仁PAから有料区間の端点である足寄ICまで、180 km程度ガソリンスタンドのない区間が続いており、道東道ではガス欠トラブルが年間100件程度発生している。NEXCO東日本では、給油所間隔の長距離化への対策として、当ICで給油のために流出しても同じ料金となる旨の告知を行っていく予定。

## 隣
E38 道東自動車道
(6) トマムIC - 新得PA/SIC（仮称・事業中） - (7) 十勝清水IC - 十勝平原SA - (8) 芽室IC